# Zita

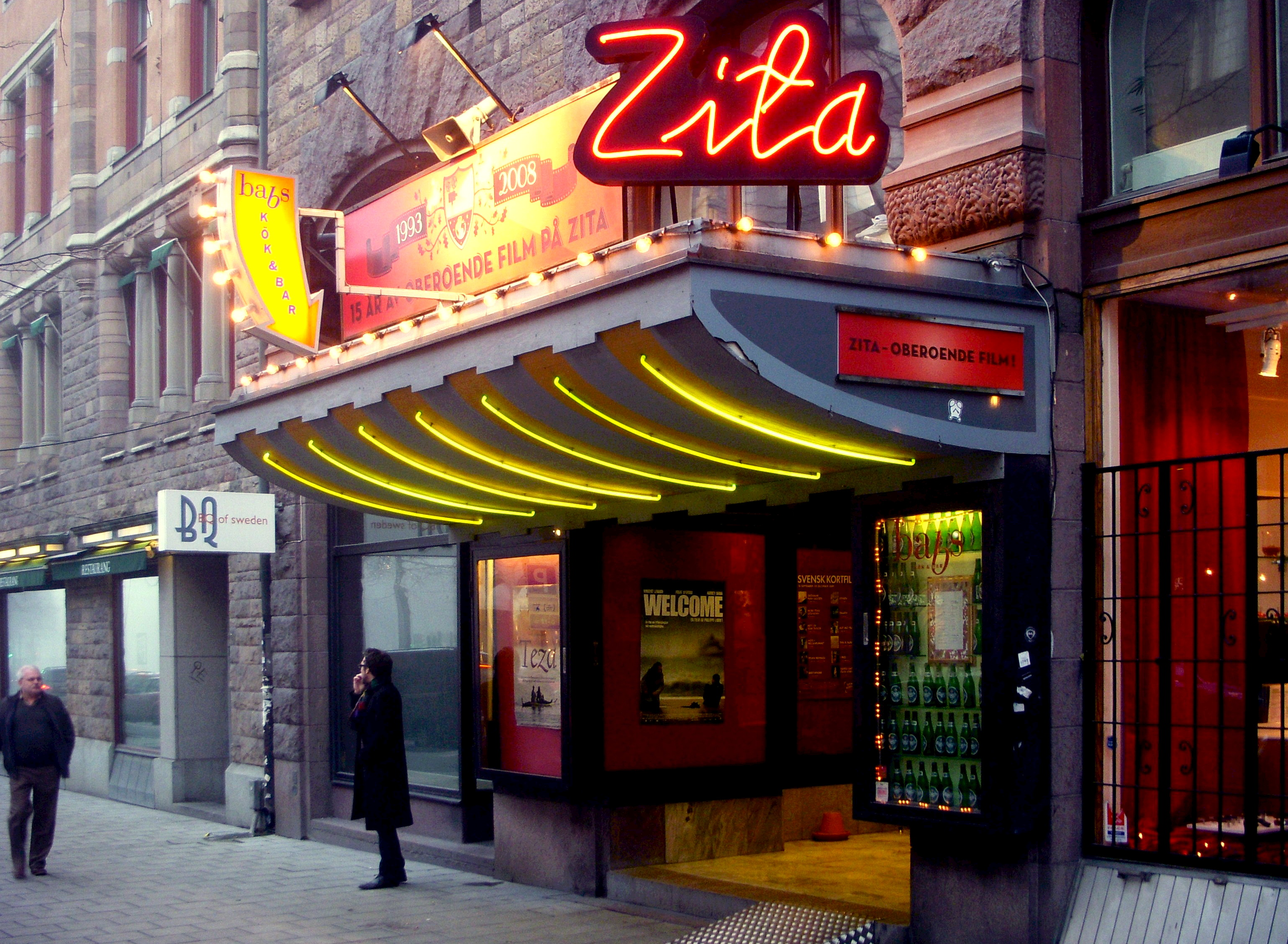
Biografen Zita i november 2009

Zita, även Biografen Zita eller Zita Folkets Bio, är en biograf vid Birger Jarlsgatan 37 i Stockholm, som drivs av Folkets Bio. Biografen öppnade 1913 under namnet Vinter-Palatset och 1930 som Rita. Biografen var år 2019 Stockholms äldsta i drift. Den enda ursprungliga utsmyckningen som finns kvar är de gyllene amorinerna i stuck som flankerar filmduken, högt uppe under taket.

## Vinter-Palatset och Gyllene Göken

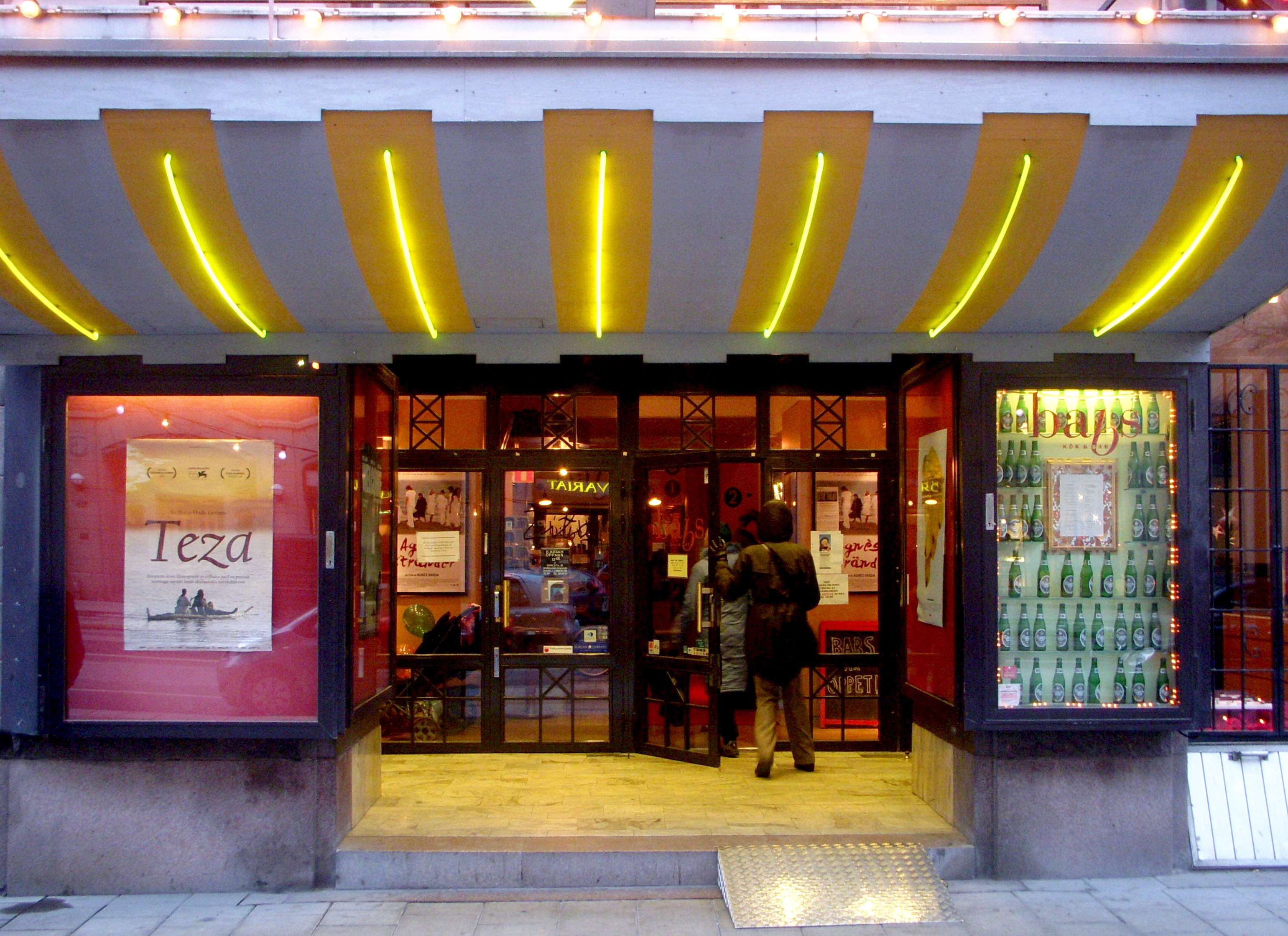
Biografen Zita i november 2009

Fastigheten Italien större 12 där biografen är belägen ritades av arkitektkontoret Hagström & Ekman, och stod färdig i december 1912. Lokalen som skulle komma att bli biograf var ursprungligen tänkt som teater, och skulle drivas av Mauritz Stiller, men förblev oanvänd tills den invigdes som bio 1913. Inredningsarkitekt till den tilltänkta teaterlokalen var Frej Klemming. 
Bion öppnade den 10 september 1913 med 424 sittplatser under namnet Vinter-Palatset. Premiärfilm var det två och en halv timme långa franska dramat Den stora gruvstrejken efter Emile Zolas roman. Ägaren till Vinter-Palatset var Axel Nilsson (1878–1915), son till den legendariske hästhandlaren och biografägaren Nils Petter Nilsson (även kallad ”Häst-Nisse”). Victor Meyer ansvarade för biografen som arrendator. Från början fanns det två ingångar till salongen; man kunde alltså redan på trottoaren välja om man ville sitta på vänster eller höger sida. Salongstaket hade en lanternin, vilket inte var ovanligt för teatersalonger den här tiden, men kanske lite märkligt i en biograf. Den var dock täckt underifrån med en järnplåt för att hålla salongen mörk. Hela det gamla vackra innertaket är idag dolt av det nya nersänkta taket. Den ursprungliga orkestern bestod av åtta personer under ledning av kapellmästare Rahm. Biljettpriserna var mellan 35 och 75 öre.
Den 26 februari 1914 övertog man namnet Gyllene Göken från biografen Gyllene Göken, Vattugatan 5, men den 26 augusti 1915 bytte biografen ägare, och ändrade då tillbaka till det gamla namnet igen. Från 1916 tillhörde biografen den välkände John A. Bergendahls biografkedja.

## Rita och Nya Rita
Vinter-Palatset stängde 1929 och öppnades av norrmannen Odd Biörnstad – efter viss ombyggnad – den 24 november 1930 som Rita. Det var då Ri-Teatrarnas tredje biograf. Efter ytterligare en renovering 1965 ändrade man biografens namn till Nya Rita. I och med Europafilms arrende av Ri-Teatrarna från och med 1983 övergick driften i deras regi. Europafilm valde dock att avveckla verksamheten ganska omgående.

## Zita

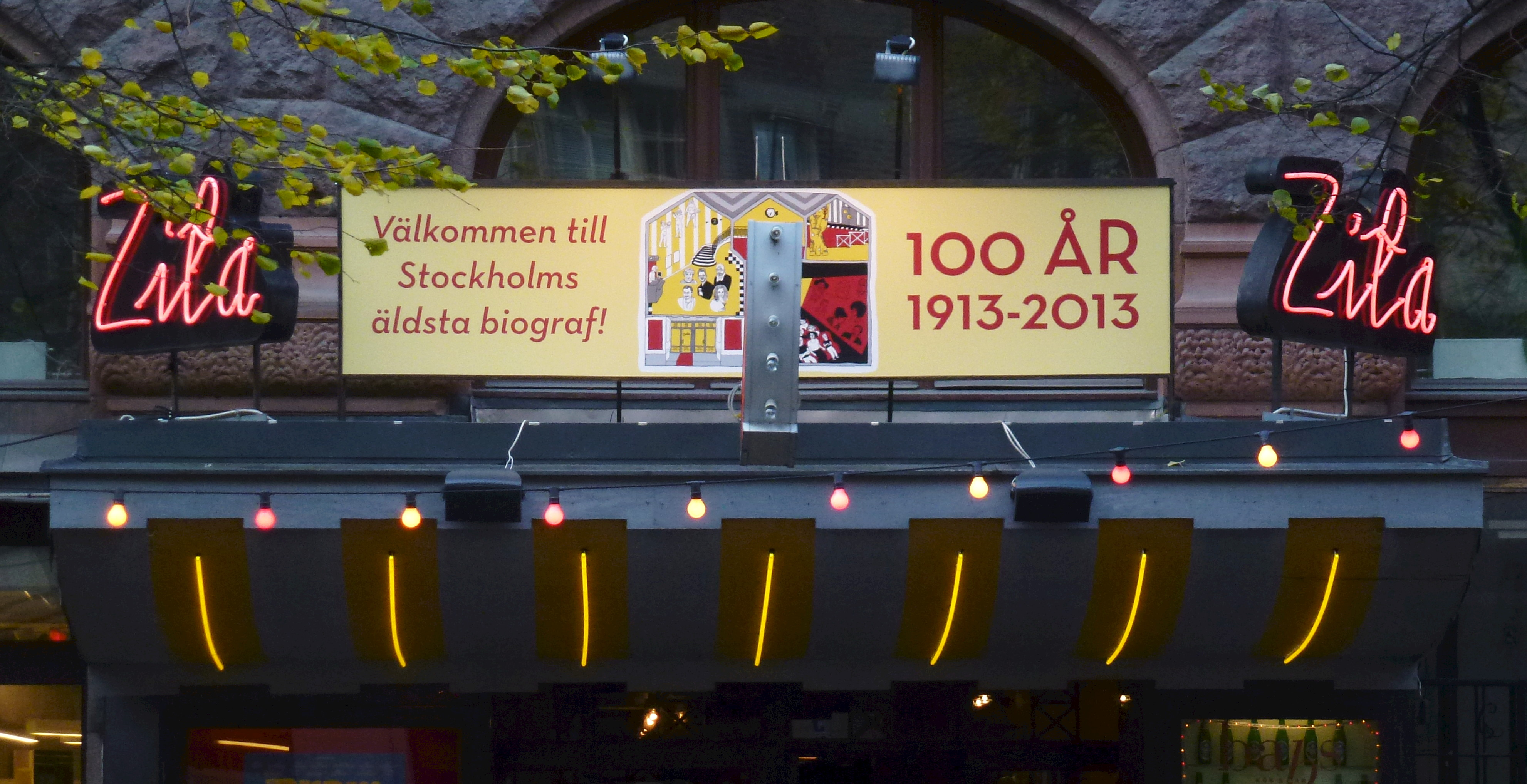
År 2013 firade biografen 100 år.

Den 2 april 1984 öppnade biografen på nytt, nu som porrbiograf under namnet Zita. Nya ägare var Filminvest som under cirka ett år drev den parallellt med sin andra biograf Woodstock. Innehavare var filmproducenten Inge Ivarsson, som redan 1969 hade producerat sexupplysningsfilmen ”Kärlekens språk”. En liten kompletterande videosalong byggdes 1986 i balkongfoajén, och därefter fick bion heta Zita 1–2. I foajén fanns också fyra garderobsliknande automatiska videobås, som endast rymde en besökare i taget. 
Porrbiografen Zita stängde 1991. Redan på våren året efter öppnade den igen under samma namn, men då i Folkets Bios regi. Biografen hade då genomgått en omfattande ombyggnad, där tre salonger hade skapats, ritade av Lollo Riemer-von Platen. Återinvigningen skedde den 2 april 1993. Deras verksamhet pågår fortfarande och därmed är gamla ”Vinter-Palatset” respektive ”Rita” Stockholms äldsta biograf i drift. Repertoaren är kvalitetsfilmer som har svårt att hitta till de stora biografkedjorna. Zita är även en viktig biograf för många av Stockholms filmfestivaler året runt.
2024 belönades biografen med Best programming av biografnätverket Europa Cinemas för biografens arbete med att visa europeisk film.

## Interiörbilder

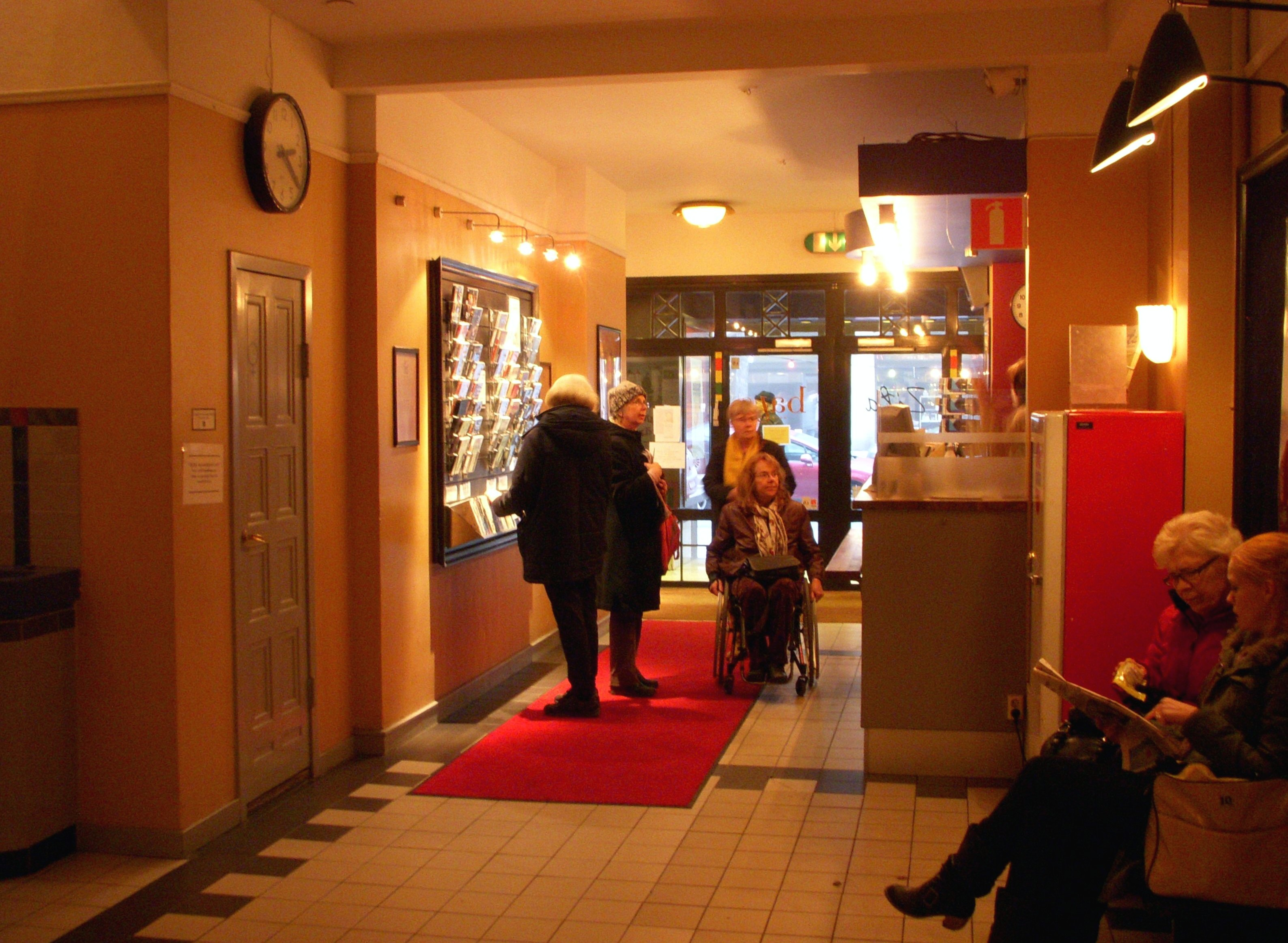
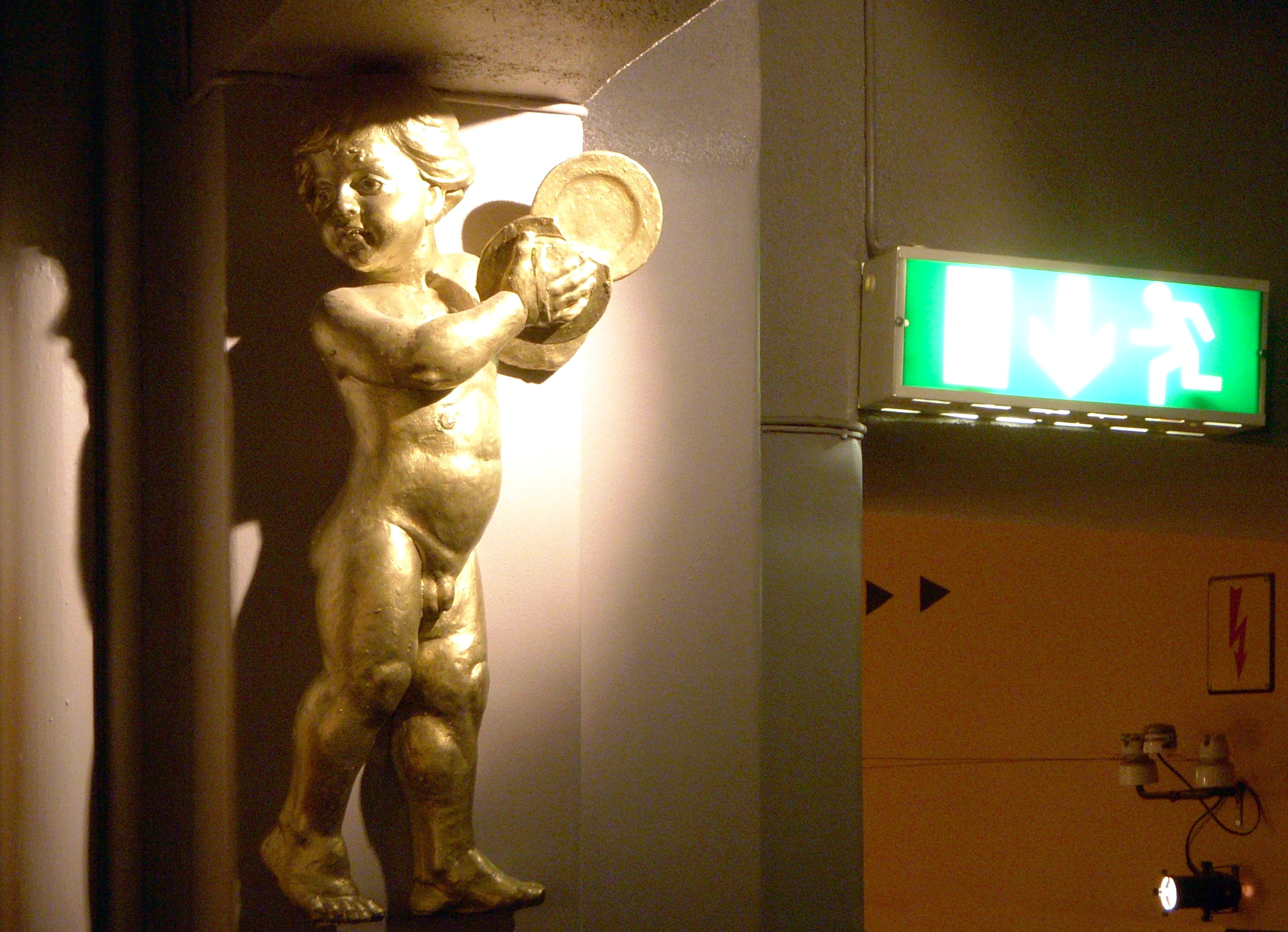
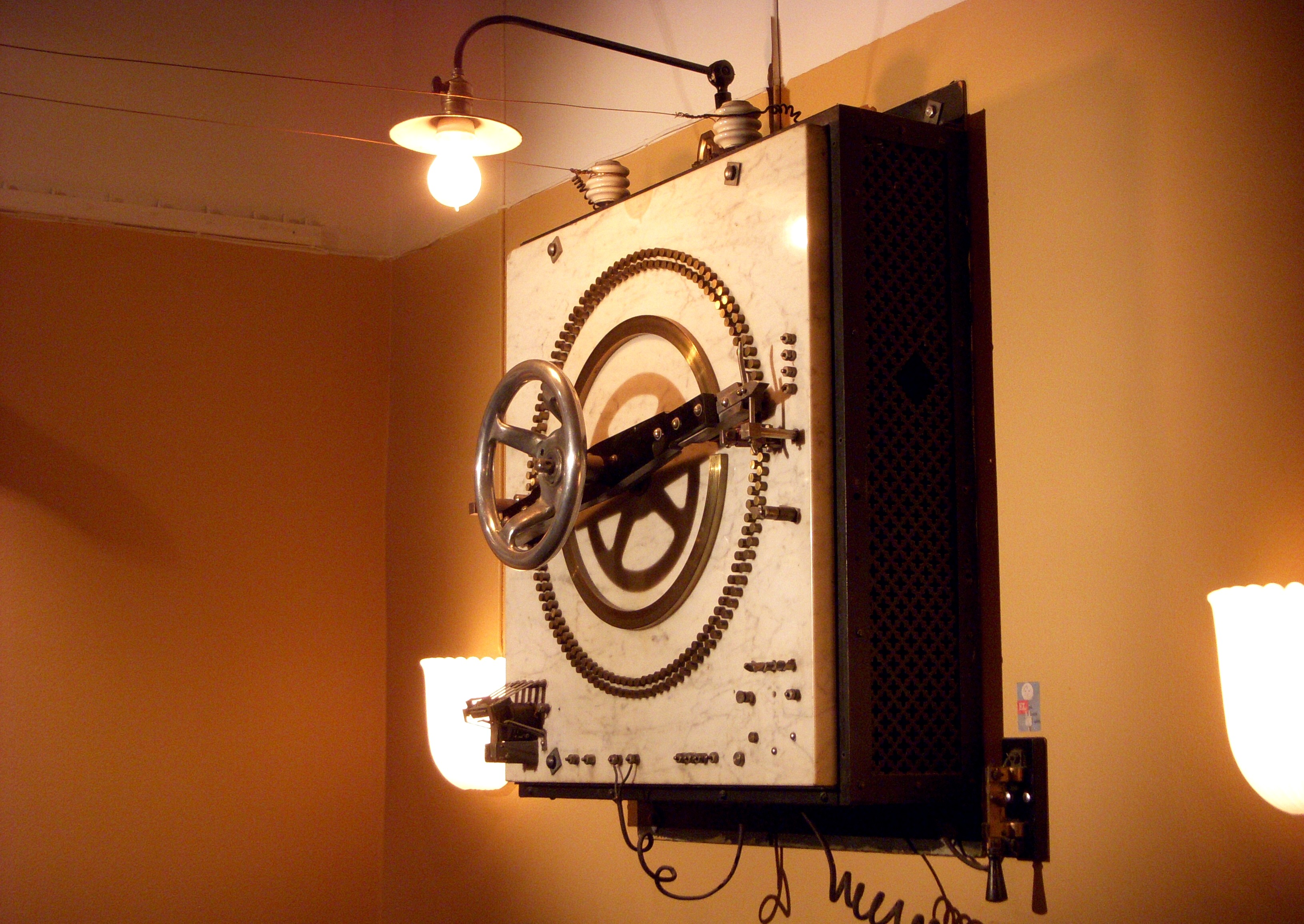
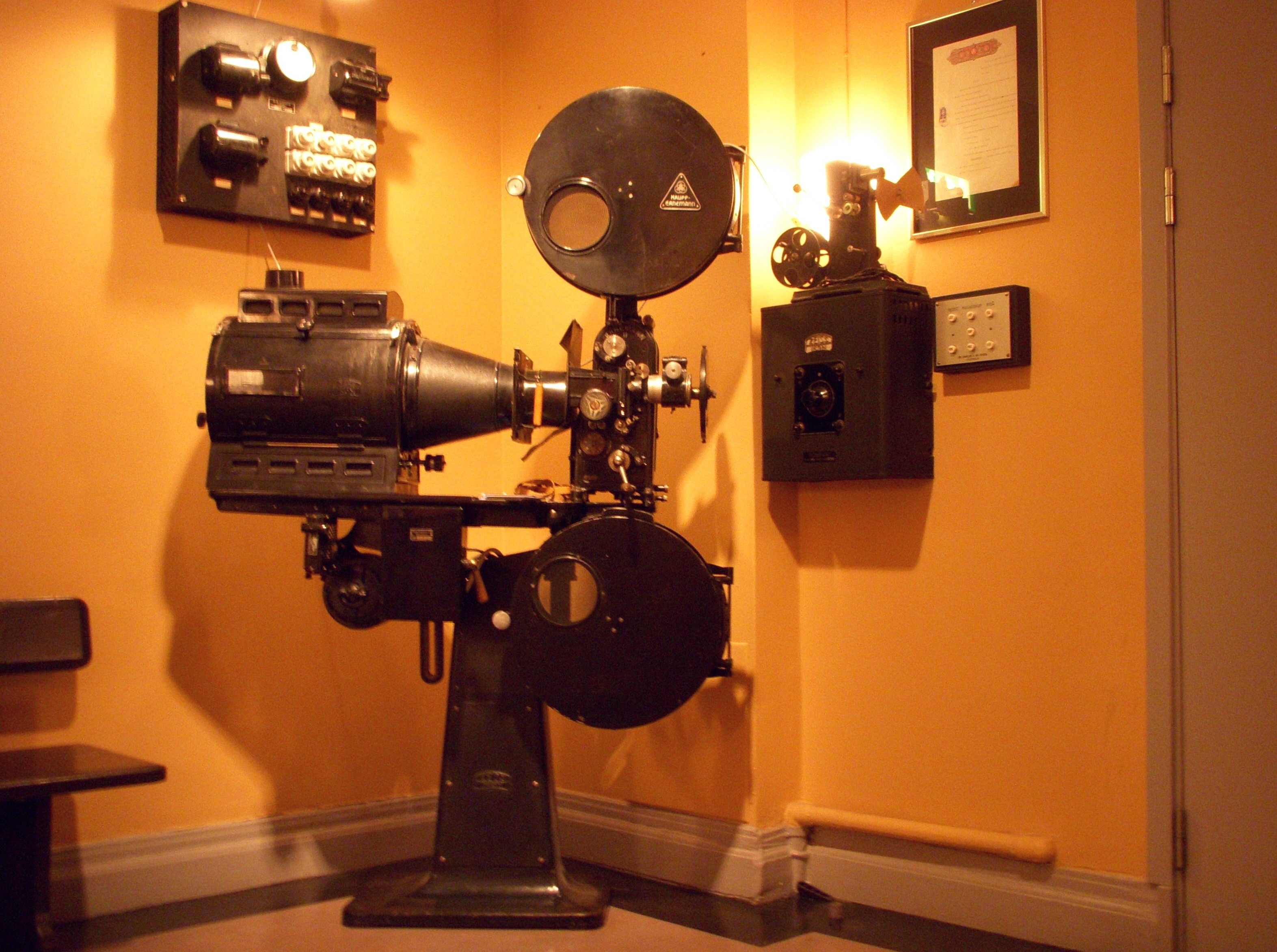